# 卡特琳·克吕格尔
卡特琳·克吕格尔（德語：Katrin Krüger，1959年4月10日—），德国前女子手球运动员。她曾代表东德女子国家队参加1980年夏季奥林匹克运动会手球比赛，获得一枚铜牌。